# Yao Ming
Yao Ming (kineski: 姚明; pinyin: Yáo Míng; Šangaj, 12. rujna 1980.) kineski je profesionalni košarkaš. Igrao je na poziciji centra. Visok je 2,29 m.
Yao je rođen u Šangaju i kao tinejdžer igrao je za domaću momčad Shanghai Sharkse. U Sharksima je proveo proveo pet sezona, a u posljednjoj sezoni osvojio je naslov CBA lige. Nakon pregovora s klubom i Kineskim košarkaškim savezom (kineski košarkaši na draft ne mogu prijaviti prije nego što navrše 22 godine), Yao je dobio dopuštenje za odlazak na draft. Houston Rocketsi izabrali su ga kao prvim izborom NBA drafta 2002. godine i time je postao prvim igračem koji je drafiran kao prvi izbor, a da nije zaigrao na jednom od američkih sveučilišta. Yao je sedmerostruki NBA All-Star i peterostuki All-NBA košarkaš. Međutim, Yao od dolaska u NBA ligu nikada s Rocketsima nije prošao prvi krug doigravanja, a posljednjih nekoliko sezona imao je ozbiljnih problema s ozljedama.

## Kina

### Rani život i Chinese Basketball Association
Yao je jedino dijete Yao Zhiyuana (2,01 m)  i Fang Fengdi (1,90 m), bivših kineskih profesionalnih košarkaša. Rođen je kao dijete teško 5 kilograma, što je dvostruko teže od prosječnog kineskog novorođenčada, a do desete godine narastao je do visine 1,65 m.  U tim godinama često je posjećivao razne sportske doktore, koji su predviđali da će narasti do visine 2,20 m. Košarku je počeo igrati s devet godina, a tada je krenuo i u sportsku školu za mlađe uzraste.
Yao se 13 godina priključio omladinskom pogonu Shanghai Sharksa i svaki dan trenirao po 10 sati kako bi ušao u momčad. Nakon što je čeitri godine proveo u mlađim kategorijama, sa 17 godina priključuje se prvoj momčadi kluba. U svojoj prvoj godini prosječno je postizao 10 poena i 8 skokova po utakmici. Međutim, Yao je sljedeće sezone propustio dio sezone zbog loma noge, što mu je druga takva ozljeda u karijeri. U njegovoj trećoj i četvrtoj sezoni, Sharksi su stigli do finala CBA lige, ali oba puta su poraženi od Bayi Rocketsa. Kada je Wang Zhizhi sljedeće sezone napustio Bayi Rocketse, Sharksi su konačno osvojili naslov CBA lige. U svoj posljednjoj sezoni tijekom doigravanja, Yao je prosječno postizao 38.9 poena i 20.2 skoka po utakmici.

### Odlazak na NBA draft
Yao je bio pod pritiskom zamjenika generalnog direktora Shanghai Sharksa, Li Yaomina, da se prijavi na NBA draft 1999. godine. Li je isto tako utjecao na njegov ugovor s menadžerskom tvrtkom Evergreen Sports Inc., koja je tako postala njegovim agentom. U potpisu ugovora stoji da će tvrtka Evergreen dobiti 33% njegove zarade, ali je kasnije utvrđeno da je ugovor nevažeći.
Kada se odlučio prijaviti na NBA draft 2002., u klub je formirana skupina savjetnika koja će pomoći Sharksima da postane poznata po Yao Mingu. U skupini savjetnika nalazili su se: njegov pregovarač, Erik Zhang; njegov NBA agent, Bill Duffy; njegov kineski agent, Lu Hao; profesor ekonomije sa sveučilišta Chicago, John Huizinga, i potpredsjednik marketinga i tvrtke BDA Sports Management, Bill Sanders.
Yao je u mnogim NBA prospektima bio predviđen kao prvi izbor drafta. Međutim, neke momčadi bile su zabrinute zbog toga dali će Chinese Basketball Association (CBA) pustiti Minga na odlazak u Sjedinjene Američke Države.
Nedugo nakon što se Wang Zhizhi odbio vratiti u domovinu igrati za kinesku košarkašku repreznatciju (nedugo nakon toga mu je zabranjeno igrati za Kinu), CBA je u dogovoru s Mingom navela da se u slučaju poziva mora pojaviti na događaju reprezentacije na koji je pozvan. Isto tako su izjavili da ga neće pustiti u Sjedinjene Države, ako ga Houston Rocketsi ne odaberu kao prvi izbor. Nakon što su Rocketsi dali obećanje da će ga birati kao prvi izborom, Yao je dobio dopuštenje CBA za prijavu na draft i odlazak u Sjedinjene Države.

## NBA

### Počeci (od 2002. do 2005.)
Yao nije igrao u predsezonskom kampu Rocketsa, nego je umjesto toga nastupao u dresu reprezentacije na Svjetskom prvenstvu u Sjedinjenim Državama 2002. godine. Prije početka sezone, nekoliko komentatora, uključujući Billa Simmonsa i Dicka Vitalea, progonozirali su da će Yao razočarati u NBA ligi, dok je Charles Barkley izjavio da će "poljubiti [Kennyja Smitha] guzicu", ako Yao na jednoj utakmici rookie sezone postigne više od 19 poena. Prvu utakmicu odigrao je protiv Indiana Pacersa, ostavši bez postignutog poena i sakupivši dva skoka, a svoje prve koševe postigao je protiv Denver Nuggetsa. U prvih sedam utakmica, prosječno je igrao samo 14 minuta i bilježio 4 koša, ali je 17. studenog 2002. protiv Los Angeles Lakersa postigao 20 poena, šutiravši savršenih 9/9 iz igre i 2/2 s linije slob. bacanja. Barkley je tako izgubio okladu, poljubivši Kennyja Smitha u stražnjicu [guzicu].
Prije prvog ogleda sa Shaquilleom O'Nealom, 17. siječnja 2003., O'Neal je izjavio: "Recite Yao Mingu, Ching chong-yang-wah-ah-soh", navodeći optužbe azijsko-američke zajednice za rasizam. O'Neal je demantirao da je rasist i da je sve to bila šala, Yao motiviran njegovim izjavama na početku susreta tri puta ga je spektakularno blokirao. Na kraju je O'Neal s 31 košem, 12 skokova i 4 asistencije dobio dvoboj protiv Minga, koji je imao po 10 poena i skokova te šest blokada.
Rookie sezonu završio je u prosjeku od 13.5 poena i 8.2 skokova po utakmici i završio drugi u glasovanju za novaka godine iza Amar'ea Stoudemirea. Jednoglasno je izabran u All-Rookie prvu petorku, a dobio je još razna druga priznanja. Prije početka njegove druge sezone, zbog srčanih problema mjesto glavnog trenera Rocketsa napustio je Rudy Tomjanovich, a na njegovo mjesto stigao dugogodišnji trener Knicksa, Jeff Van Gundy. Nakon što se Van Gundy usredotočio na napadačku igru preko visokog centra, Yao je odigrao tadašnju sezonu karijere. Postigao je učinak karijere od 41 poen i 7 skokova u pobjedi Rocketsa nad Atlanta Hawksima (123:121) izborenoj nakon čak tri produžetka. Drugu godinu zaredom nastupio je na NBA All-Star utakmici, a sezonu je završio u prosjeku od 17.5 poena i 9.0 skokova po utakmici. Po prvi puta u svojoj karijeri izborio nastupio je u doigravanju, ali su Rocketsi u prvom krugu u pet utakmica poraženi od Los Angeles Lakersa. U doigravanju je postizao 15.0 poena i 7.4 skoka po utakmici.
U ljeto 2004., Rocketsi su u velikoj razmjeni igrača s Orlando Magicom dobili Tracya McGradya, dok su na suprotnu stranu otišli Steve Francis i Cuttino Mobley. Iako je Yao izjavio da su mu Francis i Mobley "u svakom pogledu pomogli [njemu] u prve dvije sezone", dodao je, "uzbuđen sam što ću igrati s Tracyem McGradyem. On može napraviti nevjerojatne stvari." Nakon zamjene, Rocketse su proglasili glavnim favoritima za naslov. Obojica su izabrani na NBA All-Star utakmicu 2005., dok je Yao za startnu petorku dobio tadašnjih rekordnih 2,558,278 glasova, čime je srušio bivši rekord Michaela Jordana. Rocketsi su s omjerom 51-31 zauzeli peto mjesto na Zapadnoj konferenciji i drugu godinu zaredom plasirali se u doigravanje, gdje su se suočili s Dallas Mavericksima. Rocketsi su slavili u prve dvije gostujuće pobjede, a Yao je u drugoj utakmici iz igre šutirao 13/14, što je najbolji postotak šuta u povijesti franšize. Međutim, Rocketsi su poraženi u sljedećih četiri od pet utakmica, dok su onu posljednju sedmu utakmicu izgubili s čak 40 razlike. Yao je tijekom te serije postizao 21.4 poena (65% šuta iz igre) i 7.7 skokova po utakmici.

### Sezone pretrpljene ozljedama (od 2005. do 2009.)
Nakon što je u prve tri NBA sezone propustio samo dvije utakmcie od mogućih 246, Yao je tijekom četvrte sezone zbog širenja osteomjelitisa na palcu lijevog stopala i operacije propustio 21 utakmicu, ali je ponovo dobio najviše glasova publike i igrao na NBA All-Star utakmici 2006. godine. 
U 25 utakmica nakon All-Star pauze, Yao je prosječno postizao 25.7 poena i 11.6 skokova po utakmici, uz 53.7% šuta iz igre i 87.8% s linije slob. bacanja. U 57 odigranih utakmica prosjječno je postizao 22.3 poena i 10.2 skoka po utakmici. Prvi puta je sezonu završio na tzv. prosjeku 20 poena i 10 skokova. Međutim, Tracy McGrady je iste sezone zbog grčeva u leđima odigrao samo 47 utakmica. Yao i McGrady zajedno su odigrali samo 31 utakmicu, a Rocketsi sa samo 34 ostvarene pobjede nisu uspjeli ući u doigravanje. Četiri utakmice prije kraja sezone, Yao je protiv Utah Jazza zadobio novu ozljedu i zbog toga šest mjeseci bio van parketa.
Početkom njegove pete sezone, Yao se ponovo ozljedio, zadobivši lom desnog koljena pri pokušaju blokade. Do tada je prosječno postizao 26.8 poena, 9.7 skokova i 2.3 blokade po utakmici, te je bio među kandidatima za najkorisnijeg igrača lige. Zbog toga je propustio svoj peti nastup na NBA All-Star utakmici, a nakon 34 propuštene utakmice, 4. ožujka 2007. dobio je dopuštenje liječnika za povratak na parkete. Unatoč njegovom odsustvu, Rocketsi su izborili doigravanje i imali prednost domaćeg parketa u prvom krugu protiv Utah Jazza. Iako su Rocketsi dobili prve dvije, izgubili su u sljedećih četiri od pet utakmica, a u posljednjoj sedmoj utakmici postigao je 29 poena, što nije bilo dovoljno da Rocketsi prođu u drugi krug. Iako je Yao tijekom te serije prosječno postizao 25.1 poen i 10.3 skokova, nakon utakmice je izjavio: "Nisam obavio svoj posao." Na karju sezone prvi puta u karijeri je nakon dva izbora u All-NBA treću petorku, izabran u All-NBA drugu petorku.
Nedugo nakon ispadanja Rocketsa iz doigravanja, Jeff Van Gundy dobio je otkaz na mjestu glavnog trenera kluba., a tri dana kasnije na njegovo mjesto doveden je Rick Adelman. 9. studenog 2007., Yao je prvi puta zaigrao protiv kineskog NBA igrača u dresu Milwaukee Bucksa, Yi Jianliana. Utakmicu između Houstona i Milwaukeea gledalo je oko 100-200 milijuna Kineza, a Houston je pobijedio rezultatom 104:88. Yao je ponovo dobio najviše glasova u izboru za startnog centra Zapadne Konferencije NBA All-Star utakmici 2008. godine.
Prije All-Star vikenda, Rocketsi su pobjeidli u osam utakmica zaredom, a nakon pauze, produžili su niz na 12 utakmica bez poraza. 26. veljače 2008. Yao je zaradio ozljedu stresfrakture lijevog stopala i zbog toga je propustio veći dio NBA sezone, uključujući i doigravanje, ali se uspio na vrijeme oporaviti za nastup na Olimpijskim igrama u Pekingu. Iako bez njega, Rocketsi su ostvarili 22. pobjede zaredom, što je drugi najveći niz u povijesti NBA lige. Yao je odigrao 55 utakmica i prosječno postizao 22 poena, 10.8 skokova i 2 blokade po utakmici.
Sljedeće godine odigrao je prvu potpunu sezonu nakon 2004./05. i prosječno postizao 19.7 poena i 9.9 skokova, šutiravši iz igre 54.8% i rekordnih 86.6% s linje slob. bacanja. Usprkos ozljedi McGradya zbog koje je u veljači morao završiti sezonu, Rocketsi su ostvarili 53 pobjede i ušli u doigravanje. U prvom krugu igrali su protiv Portland Trail Blazersa, a Yao je u gostujućoj pobjedi u prvoj utakmici bio savršen iz igre (9/9 za dva poena, 6/6 slobodna bacanja) te je susret okončao s 24 poena i devet skokova za 24 minute odigrane minute. Rocketsi su u šest utakmica slavili protiv Blazersa i prvi puta nakon 1997. godine prošli prvi krug doigravanja. U drugom krugu igrali su protiv prošlogodišnjih finalista Los Angeles Lakersa. U prvoj utakmici iznenadili su Lakerse, pobijedivši 100:92 najbolju momčad Zapada u Los Angelesu, a Yao je postigao 28 poena i 10 skokova. Međutim, Rocketsi su poraženi u sljedeće dvije utakmice, a Yao je trećoj utakmici slomio lijevo stopalo. Zbog ozljede je propustio daljni tijek doigravanja, a Rocketsi su na kraju u sedam utakmica poraženi od Lakersa.
Zbog sporog zacjeljivanja i težine, Yao je u dogovor s liječnicima morao otići na vrlo složeni operacijski zahvat njegovog lijevog stopala, kojim bi se izbjegli daljnji problemi tokom njegove karijere. Operacija je zahtijevala dug oporavak i rehabilitaciju, te se ne očekuje njegov povratak sve do priprema za sezonu 2010/11. Operaciju su u Memorial Hermann Hospital izveli liječnik Rocketsa dr. Tom Clanton s kolegom specijalistom Billom McGarveyjem.

## Kineska reprezentacija

### Olimpijske igre u Sydneyu 2000. i Ateni 2004.
Yao je prvi put za kinesku reprezentaciju zaigrao na Olimpijskim igrama u Sydneyu 2000. godine. Nosio je kinesku zastavu tijekom svečanog otvorenja Olimpijskih igara u Ateni 2004. godine, čime mu se ostvario dugogodišnji san. Izjavio je da neće pola godne brijati bradu, ako kineska reprezentacija ne prođe u drugi dio natjecanja. Nakon što je Yao postigao 29 poena u pobjedi protiv Novog Zelanda, Kina je u sljedeće tri utakmice poražena od Španjolske, Argentine i Italije. Međutim, Kina je posljednjoj utakmici prvog kruga pobijedila svjetske prvake Srbiju i Crnu Goru 67:66, te se plasirala u četvrfinale. Yao je postigao 27 poena i 13 skokova, a s dva pogođena slob. bacanja 28 sekundi prije kraja osigurao prolaz dalje. Izabran je u najbolju momčad Olimpijskih Igara, a tijekom cijelog turnira prosječno je postizao 20.7 poena i 9.3 skokova po utakmici.

### Azijska prvenstva
Yao je kinesku reprezentaciju predvodio do tri uzastopna naslova prvaka azijskog prvenstva (2001., 2003., 2005.), te je također na svima trima prvenstvima dobio nagradu za najkorisnijeg igrača turnira. 

### Svjetsko prvenstvo u Japanu 2006.
Krajem sezone 2005./06. slomio je koščicu u desnom koljenu i zamalo propustio Svjetsko prvenstvo u Japanu 2006. godine. Međutim, do početka drugog kruga natjecanja uspio se oporaviti. S 36 poena i 10 skokova predvodio je kinesku repreznatciju do pobjede protiv Slovenije i odveo je među 16 najboljih momčadi turnira. U drugom krugu je već na početku Kina poražena od kasnijih finalista Grčke. Yao je s prosječnih 25.4 poena bio prvi strijelac i 9.0 skokova, četvrti skakač turnira.

### Olimpijske igre u Pekingu 2008.
Zbog stresfrakture lijevog stopala, Yao je propustio veći dio NBA sezone, a bio je upitan i njegov nastup na Olimpijskih igara u Pekingu 2008. godine. Izjavio je: "Ako neću moći nastupiti na OI za svoju zemlju, to će biti najteži udarac u mojoj karijeri." Međutim, uspio se oporaviti od ozljede i zaigrati na Olimpijskim igrama. Na svečanoj ceremoniji otvorenja Igara, 8. kolovoza, Yao je zapalio olimpijski plamen i nosio kinesku zastavu. Nakon početnih poraza od Sjedinjenih Država i Španjolske, Yao je u trećoj utakmici s 30 poena protiv Angole donio prvu pobjedu Kinezima na turniru. Kina je predvođena Yao Mingom s 25 poena pobijedila Njemačku za ulazak među 16 najboljih reprzentacija svijeta. Međutim, Kina je u četvrfinalu bez obzira na sjajnu utakmicu Minga (19 koševa, 7 skokova i 3 asistencije), teško poražena od Litve 94:68.

## Izvan parketa

### Privatan život
Yao se oženio s kineskom profesionalnom košarkašicom Ye Li, koju je upoznao 1999. kao tinejdžer, u vrijeme kad je Yao igrao za Shanghai Sharkse. Javnost je za njihovu vezu saznala 2004. godine, nakon što su viđeni kako se drže za ruke za vrijeme ceremonije zatvaranja Olimpijskih igara u Ateni. Zavjete su razmijenili nakon sedmogodišnje veze, na tradicionalnoj kineskoj ceremoniji održanoj u Shangri-La hotelu, u šangajskoj poslovnoj četvrti. Trosatnoj je ceremoniji prisustvovalo više od 70 članova obitelji, a zatim su krenuli na bračno putovanje, krstarenjem rijekom Hangpu. 2009. posudio je svoj glas jednom od likova u kineskom animiranom filmu pod imenom "The Magic Aster".

### Javni život
17. svibnja 2003., Yao se našao u neugodnoj situaciji zbog nespretnosti vezan za potpisivanje sponzorskih ugovora. Naime, Ming je tužio američku multinacijonalnu kompaniju Coca-Colu zbog uporabe njegovog lika u reklamnoj kampanji u Kini bez njegove dozvole. Yao, uz to, ima potpisan sponzorski ugovor sa suparničkom Pepsi-Colom, ali su u Coca-Coli tvrdili da imaju pravo koristiti slike Yao Minga i to na temelju ugovora s kineskom tvrtkom China Sport Management Group, koja zastupa prava kineske košarkaške reprezentacije. Međutim, za potrebe Olimpijskih igara u Pekingu potpisao je ugovor s Coca-Colom.
Tijekom svoje karijere prisustvoavo je raznim dobrotvornim događajima, među kojima i na projektu Košarka bez granica. Yao se prema Forbesovoj listi najpoznatijih Kineza u 2008. godini šestu godinu zaredom nalazi na prvom mjestu, zaradivši pritom 51 milijun američkih dolara. Za žrtve katastrofalnog potresa koji je pogodio kinesku pokrajinu Sečuan, Yao je najprije donirao 185.000 eura, a mjesec dana kasnije osnovao Zakladu za pomoć unesrećenima u potresima i istog trenutka na njezin račun položio još dva milijuna dolara. 16. srpnja 2009. kupio je svoju bivšu momčad Shanghai Sharkse, u kojoj je započeo svoju profesionalnu karijeru. Sharksima je zbog velikih financijskih problema prijetila opasnost od bankrota.

## NBA statistika

### Regularni dio
| Godina    | Klub    | Odig. uta. | Uta. poč. | Min. | 2P%  | 3P%   | Sl. bac.% | Skok. | Asist. | Ukr. lop. | Blok. | Poena |
| --------- | ------- | ---------- | --------- | ---- | ---- | ----- | --------- | ----- | ------ | --------- | ----- | ----- |
| 2002./03. | Houston | 82         | 72        | 29.0 | .498 | .500  | .811      | 8.2   | 1.7    | .4        | 1.8   | 13.5  |
| 2004./04. | Houston | 82         | 82        | 32.8 | .522 | .000  | .809      | 9.0   | 1.5    | .3        | 1.9   | 17.5  |
| 2004./05. | Houston | 80         | 80        | 30.6 | .552 | .000  | .783      | 8.4   | .8     | .4        | 2.0   | 18.3  |
| 2005./06. | Houston | 57         | 57        | 34.2 | .519 | .000  | .853      | 10.2  | 1.5    | .5        | 1.6   | 22.3  |
| 2006./07. | Houston | 48         | 48        | 33.8 | .516 | .000  | .862      | 9.4   | 2.0    | .3        | 2.0   | 25.0  |
| 2007./08. | Houston | 55         | 55        | 37.2 | .507 | .000  | .850      | 10.8  | 2.3    | .4        | 2.0   | 22.0  |
| 2008./09. | Houston | 77         | 77        | 33.6 | .548 | 1.000 | .866      | 9.9   | 1.8    | .4        | 2.0   | 19.7  |
| Ukupno    |         | 481        | 471       | 32.7 | .525 | .200  | .832      | 9.3   | 1.6    | .4        | 1.9   | 19.1  |
| All-Star  |         | 5          | 5         | 18.2 | .529 | .000  | .667      | 4.2   | 1.6    | .2        | .2    | 8.0   |

### Doigravanje
| Godina    | Klub    | Odig. uta. | Uta. poč. | Min. | 2P%  | 3P%  | Sl. bac.% | Skok. | Asist. | Ukr. lop. | Blok. | Poena |
| --------- | ------- | ---------- | --------- | ---- | ---- | ---- | --------- | ----- | ------ | --------- | ----- | ----- |
| 2003./04. | Houston | 5          | 5         | 37.0 | .456 | .000 | .765      | 7.4   | 1.8    | .4        | 1.4   | 15.0  |
| 2004./05. | Houston | 7          | 7         | 31.4 | .655 | .000 | .727      | 7.7   | .7     | .3        | 2.7   | 21.4  |
| 2006./07. | Houston | 7          | 7         | 37.1 | .440 | .000 | .880      | 10.3  | .9     | .1        | .7    | 25.1  |
| 2008./09. | Houston | 9          | 9         | 35.9 | .545 | .000 | .902      | 10.9  | 1.0    | .4        | 1.1   | 17.1  |
| Ukupno    |         | 28         | 28        | 35.3 | .519 | .000 | .833      | 9.3   | 1.0    | .3        | 1.5   | 19.8  |

## Vanjske poveznice
- Profil na NBA.com
- Službena navijačka stranica  Arhivirana inačica izvorne stranice od 30. travnja 2018. (Wayback Machine) Yao Minga
- [neaktivna poveznica] zaklade Yao Minga
- Profil  Arhivirana inačica izvorne stranice od 12. ožujka 2021. (Wayback Machine) na Basketpedya.com

| Prethodnik Kwame Brown | Prvi izbor NBA drafta NBA draft 2002. | Nasljednik LeBron James |